# Dwór w Dąbrówce
Dwór w Dąbrówce – dwór znajdujący się w Dąbrówce w powiecie rawickim. Do rejestru zabytków wpisany 2 lipca 1974 pod numerem 480/Wlkp/A.

## Historia
Dwór został zbudowany w czwartej ćwierci XIX wieku. Inwestorami byli właściciele majątku, Niemcy – rodzina Trowitzschów lub Naumannów. W 1926 majątek liczył 497 hektarów. W obrębie folwarku istniała wówczas gorzelnia. W 1939 pałac był własnością Niemca, Franza Naumanna. Obecnie do zespołu pałacowo–parkowego należy nowa sala bankietowa (własność prywatna). Dwór pozostaje w remoncie pod nadzorem konserwatora zabytków.

## Architektura
Obiekt o zwartej bryle i półokrągło zamkniętych oknach pierwszego piętra, formą nawiązuje do włoskich miejskich rezydencji renesansowych. Jest budowlą dwukondygnacyjną, krytą niskim dachem czterospadowym, którego połacie wysuwają się przed elewacje, tworząc okapy. Od frontu znajduje się wsparty na dwóch filarach ganek z balkonem.
W skład zespołu folwarcznego wchodzi m.in. spichlerz z połowy XIX wieku, wpisany do rejestru zabytków 14 grudnia 1991 pod numerem 382/Wlkp/A.